# Пакао (порнографски филм)
Пакао (итал. Inferno) је италијански порнографски филм из 1999. (сниман 1998) године. Филм је режирао Марио Салијери (итал. Mario Salieri). DVD у Србији издало је предузеће Hexor 2002. године у тиражу од 300 комада. Интерна ознака српског издавача је DS04, а каталогизација COBISS.SR-ID 216623623.

## Опис са омота
Пут у пакао је поплочан добрим намерама и фантастичним сценама. Мајстор и виртуоз порно филма, Марио Салијери је пред вас ставио приче које као да стижу заиста из пакла… где је све дозвољено.